# Waldhaus (Pullenreuth)

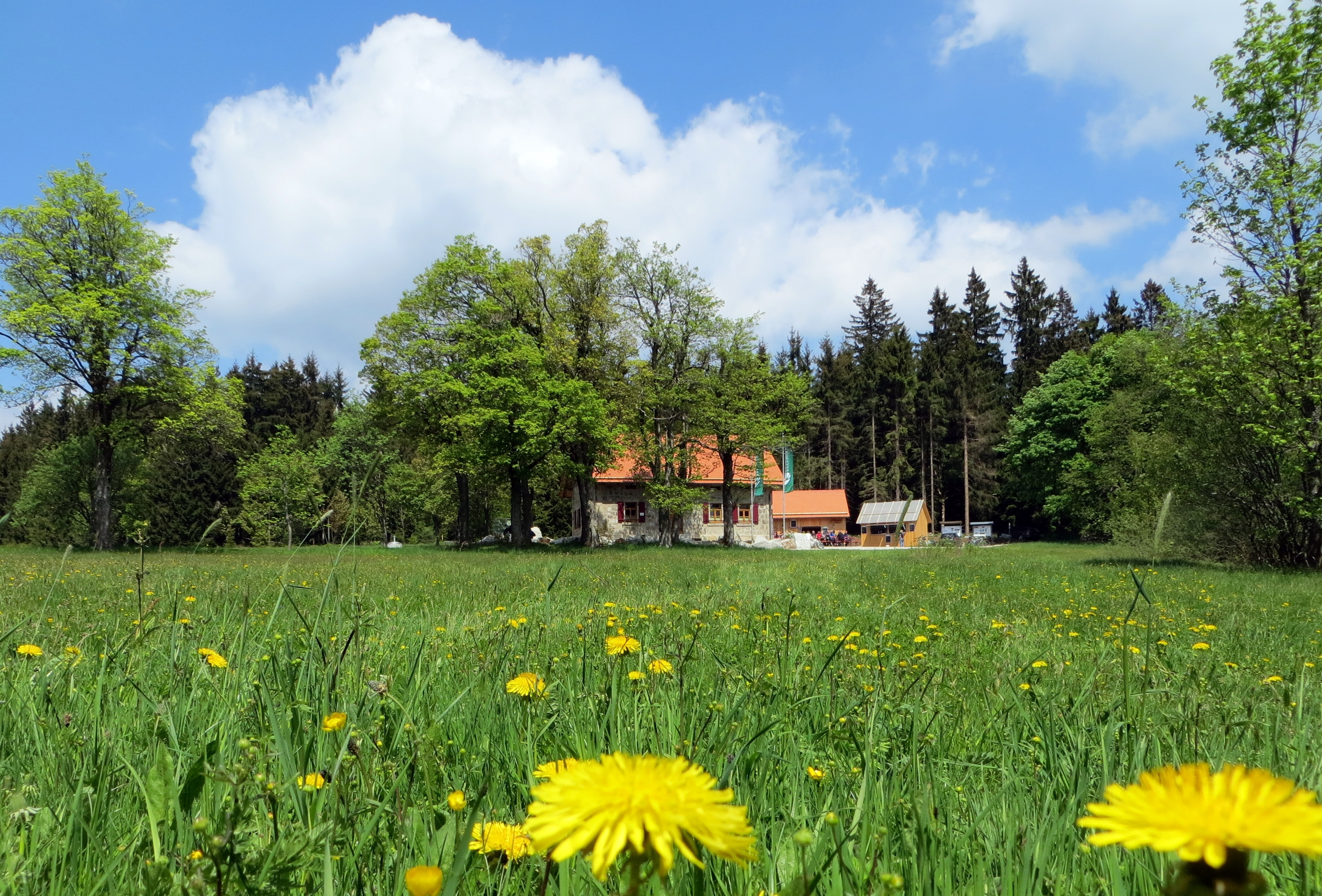
Waldhaus im Steinwald

Waldhaus ([ˈvaltˌhaʊ̯s] ) ist ein Gemeindeteil der Gemeinde Pullenreuth im oberpfälzischen Landkreis Tirschenreuth. Die Einöde liegt auf einer Lichtung zwischen Bergwiesen auf 822 m ü. NHN im Naturpark Steinwald.

## Wanderwege
Am Waldhaus führen mehrere Wanderwege aus allen Richtungen vorbei. Der Saubadfelsen und der Reiseneggerfelsen sind wenige Minuten vom Waldhaus entfernt, die beiden Felsen sind über Treppen besteigbar und bieten eine gute Aussicht auf den Steinwald. Den Oberpfalzturm auf der Platte erreicht man von hier aus in ca. 2,5 km. Als Ausgangspunkt zu einer Wanderung bietet sich Pfaben an. Über den Waldlehrpfad hat man das Waldhaus in ca. 40 min erreicht. Hier befindet sich auch ein Rotwildgehege und ein Kinderspielplatz. Das Waldhaus ist seit dem Jahr 2014 wieder bewirtschaftet. 

## Geschichte

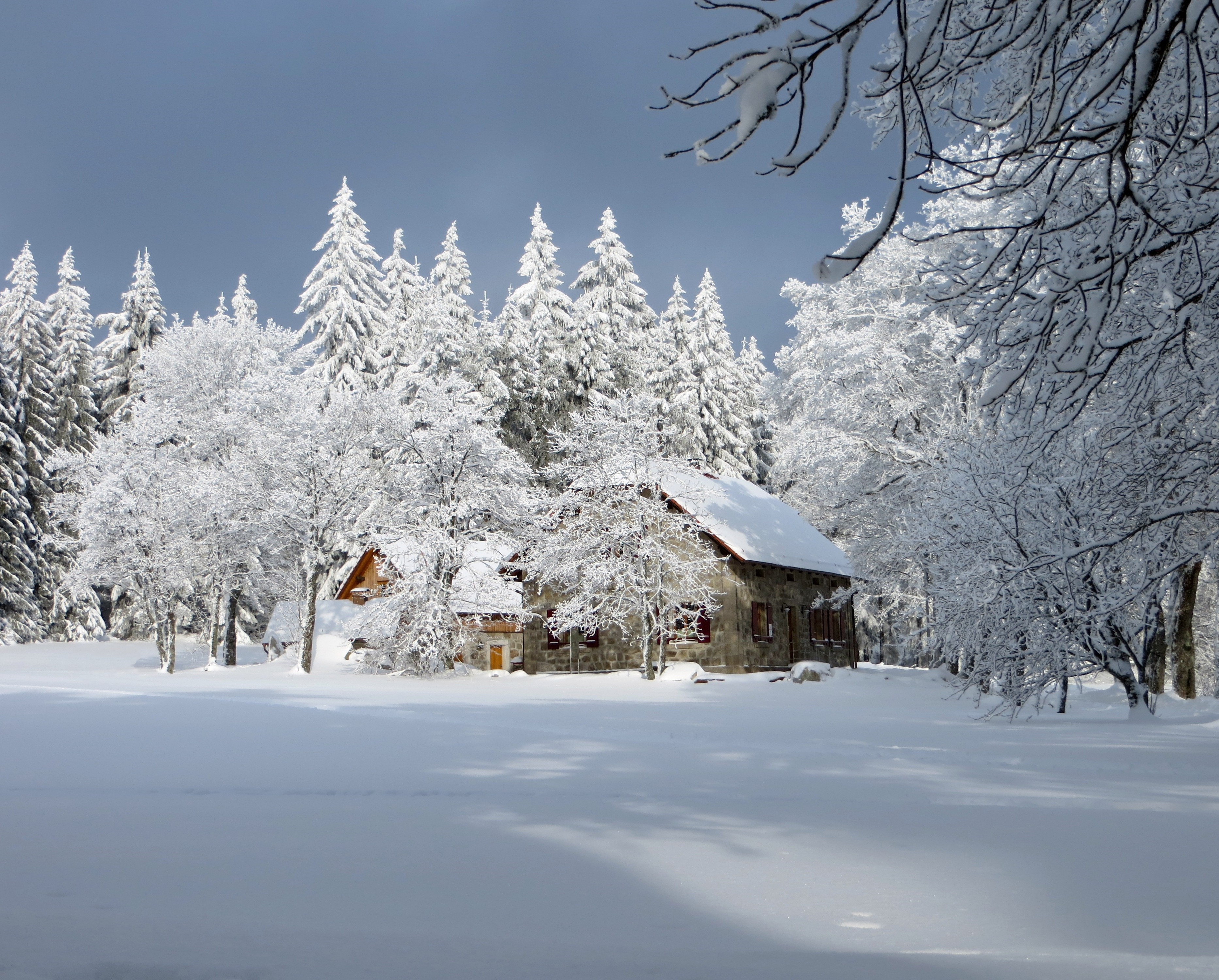
Waldhaus im Winter

Im Jahre 1831 wurde das Waldhaus im Naturpark Steinwald errichtet als Waldwärterhaus. Grund dafür sind die beschwerlichen Fußmärsche gewesen, die die Forstwarte auf sich nehmen mussten, um die Waldungen zu kontrollieren. Die Forstaufseher wurden gemeinsam mit ihren Familien im Holzhaus in der Abteilung Sulzschlag einquartiert. Ein Brunnen wurde gegraben und die Bewohner begannen eine bescheidene Landwirtschaft zu betreiben. Der Forstwart Baptist Zimmerer richtete 1837 trotz beengter Räumlichkeiten eine Gaststube als Nebenverdienst ein. Auch in den Folgejahren wurde die kleine Waldhausgaststätte geführt.
1854 wurde eine weitere Diensthütte errichtet und 1882 ein Pferdestall gebaut.
Wegen der zunehmend schlechten Substanz des ursprünglichen Holzhauses entstand 1898 das heutige Waldhaus in Massivbauweise. In den 1930er Jahren warfen die Land- und Gastwirtschaft kaum noch Erträge ab. Zudem verlor das Waldhaus zunehmend an Bedeutung, da die Förster ihr Revier gut mit dem Auto erreichen konnten. 1959 verließ der letzte Bewohner das Haus.
1997 rückte das Waldhaus wieder in das Licht der Öffentlichkeit. Bei der Verfilmung von Krambambuli, einer Novelle von Marie von Ebner-Eschenbach, diente es als Drehort. Unter der Regie von Xaver Schwarzenberger wirkten bei der Produktion unter anderem Christine Neubauer, Tobias Moretti und Gabriel Barylli mit.
Im Jahre 2012 begann ein Vorhaben der Steinwald-Allianz, das Gebäude als Informationsstelle mit Kleingaststätte umzubauen. Unterstützung fand diese Idee sowohl beim Eigentümer, den Bayerischen Staatsforsten, als auch beim Naturpark Steinwald.
Die Bauausführung übertrug die Steinwald-Allianz der Stadt Erbendorf. Der Bau wurde unter Beachtung der Auflagen des Naturschutzes überwacht. Es wurde ein eigener Brunnen und eine Kleinkläranlage mit der höchsten Reinigungsstufe auf dem neuesten Stand der Technik errichtet. Das Gebäude selbst wurde grundlegend saniert.
Im Erdgeschoss entstand eine Kleingaststätte mit Küche. Im Obergeschoss wurden Informationsstellen der Bayerischen Staatsforsten sowie des Geopark Bayern-Böhmen und des Naturparks Steinwald e. V. eingerichtet.
Die Gesamtkosten der Maßnahme beliefen sich auf rund 750.000 Euro, die vom regionalen Wirtschaftsförderungsprogramm 2012 und der Europäischen Union mit dem Programm EFRE Regionale Wettbewerbsfähigkeit und Beschäftigung gefördert wurden. Den Restbetrag übernahm die Stadt Erbendorf.